# Zygomyia bicolor
Zygomyia bicolor är en tvåvingeart som beskrevs av Edwards 1934. Zygomyia bicolor ingår i släktet Zygomyia och familjen svampmyggor. Inga underarter finns listade i Catalogue of Life.